# Wycliffe (Royaume-Uni)
Pour les articles homonymes, voir Wycliffe.
Wycliffe est un village du comté de Durham, en Angleterre.

## Toponymie
Wycliffe est un nom d'origine vieil-anglaise. Il fait probablement référence à une falaise (clif) située près d'un méandre (*wiht). Il est attesté pour la première fois sous la forme Witcliue dans le Domesday Book, compilé en 1086.

## Géographie
Wycliffe est un village du comté de Durham, dans le Nord de l'Angleterre. Il est situé dans le sud du comté, à 8 km à l'est de la ville de Barnard Castle, sur la rive sud de la Tees. Administrativement, il est rattaché à la paroisse civile de Wycliffe with Thorpe.

## Histoire
Le Domesday Book indique que le manoir de Wycliffe fait partie en 1086 de l'« honneur de Richmond » détenu par le Breton Alain le Roux, un compagnon de Guillaume le Conquérant pendant la conquête normande de l'Angleterre.
Historiquement, Wycliffe est un village du Yorkshire qui appartient au North Riding, l'une des trois divisions traditionnelles de ce comté. Il en est détaché administrativement en 1974 au profit du comté de Durham, comme le reste du district rural de Startforth (en).

## Démographie
| 1801 | 1811 | 1821 | 1831 | 1841 | 1851 | 1881 |
| ---- | ---- | ---- | ---- | ---- | ---- | ---- |
| 138  | 140  | 152  | 156  | 165  | 144  | 175  |

| 1891 | 1901 | 1911 | 1921 | 1931 | 1951 | 1961 |
| ---- | ---- | ---- | ---- | ---- | ---- | ---- |
| 188  | 131  | 181  | 180  | 124  | 132  | 151  |